# Dyfed (hrabstwo)
Dyfed (wymowa angielska: ˈdəvɛd) – historyczne a obecnie ceremonialne hrabstwo w południowo-zachodniej Walii, utworzone w r. 1974 i zlikwidowane jako hrabstwo administracyjne w r. 1996. Graniczy z hrabstwami Gwynedd, Glamorgan, Clwyd i Powys.